# Podolie

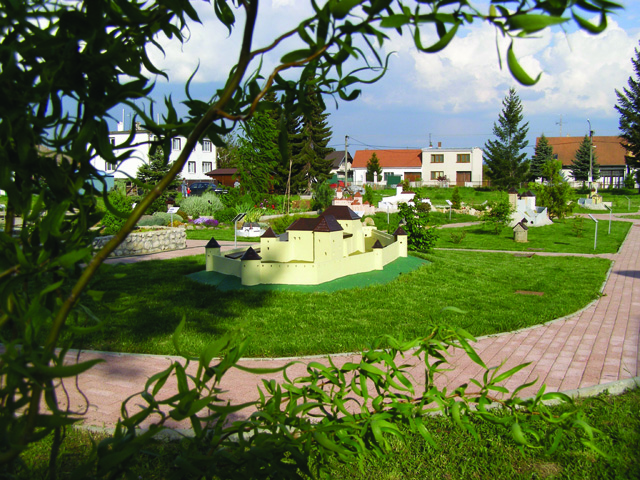
Podolie

Podolie (Hongaars: Felsőleszéte) is een Slowaakse gemeente in de regio Trenčín, en maakt deel uit van het district Nové Mesto nad Váhom.
Podolie telt 1.985 inwoners.